# Népszínház utca

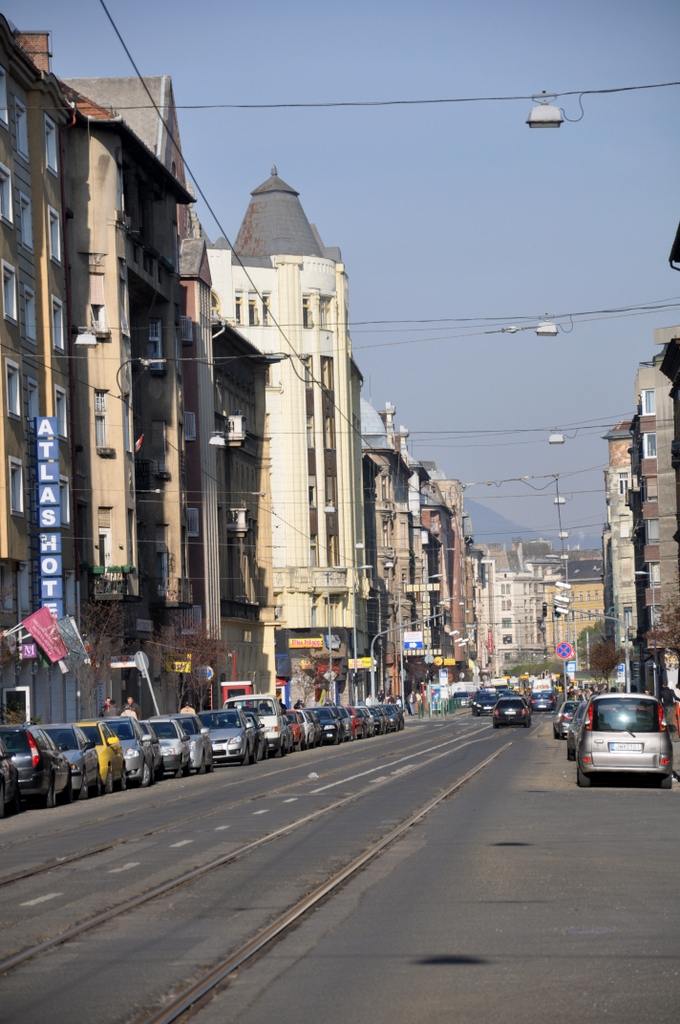
Utcakép

A Népszínház utca Budapest VIII. kerületében található, a Blaha Lujza teret köti össze a Teleki László térrel.

## Fekvése, közlekedése
Határai: József körút 6., Teleki László tér 1.
A Blaha Lujza tér felől a 4-es és 6-os villamosról vagy a 2-es metró Blaha Lujza téri állomásától érhető el, és elhalad a II. János Pál pápa tér, így a 4-es metró azonos nevű állomása mellett. A 28-as, 28A, 37-es, 37A és 62-es villamos halad rajta végig, valamint a II. János Pál pápa tér sarkáig a 99-es és a 217E busz.

## Története
Eredetileg a Márkus Emília utcánál kezdődött. A 18. században a mai Blaha Lujza térnél ágazott ki az akkori Kerepesi útból a Keresztúri országút, azaz a mai Népszínház utca.
A 18. századtól Kereszturerweg (Keresztúri út), Baromvásár utca, Sertésvásár utca, 1817-től Fleischergasse (Hentes utca), 1838-tól Borstenviehhändlergasse, 1850-től ugyanaz magyarul, vagyis Sertéskereskedő utca, 1874-től Népszínház utca, 1918-ban a Blaha Lujza utca nevet adják a közterületnek, ám ezt nem hagyta jóvá a főváros közgyűlése. Legközelebb 1919-ben foglalkoztak a kérdéssel, amikor az utcának a Nagykörúton belüli részét Blaha Lujza térre keresztelik. Az utcatáblák kihelyezésére 1920 márciusában került sor.
Mai nevét az 1875. október 15-én megnyílt Népszínház (az 1965-ben lebontott Blaha Lujza téri Nemzeti Színház) után kapta. 1919-ben a tér kialakításával az utca hossza megrövidült, így a házszámozás is 7-tel, illetve 4-gyel kezdődik (az 1–5. és a 2. számot az ottani épületek: Corvin áruház, sajtóház, Nemzeti Színház tartották meg).
A szocializmus idején a 13. szám alatt a Csokonai, a 31. alatt pedig a Nap mozi üzemelt.

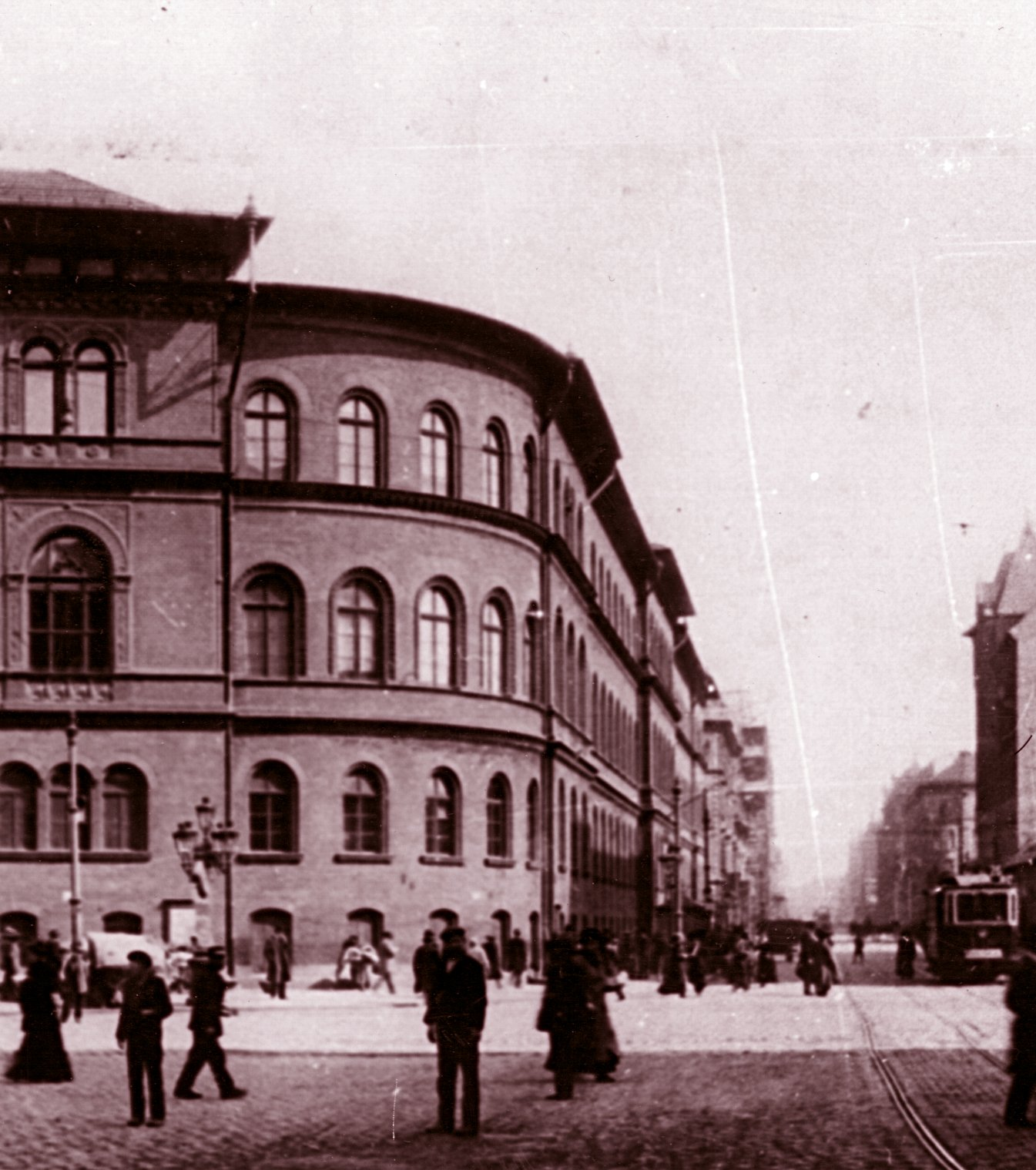
Bánki Donát Műszaki Főiskola

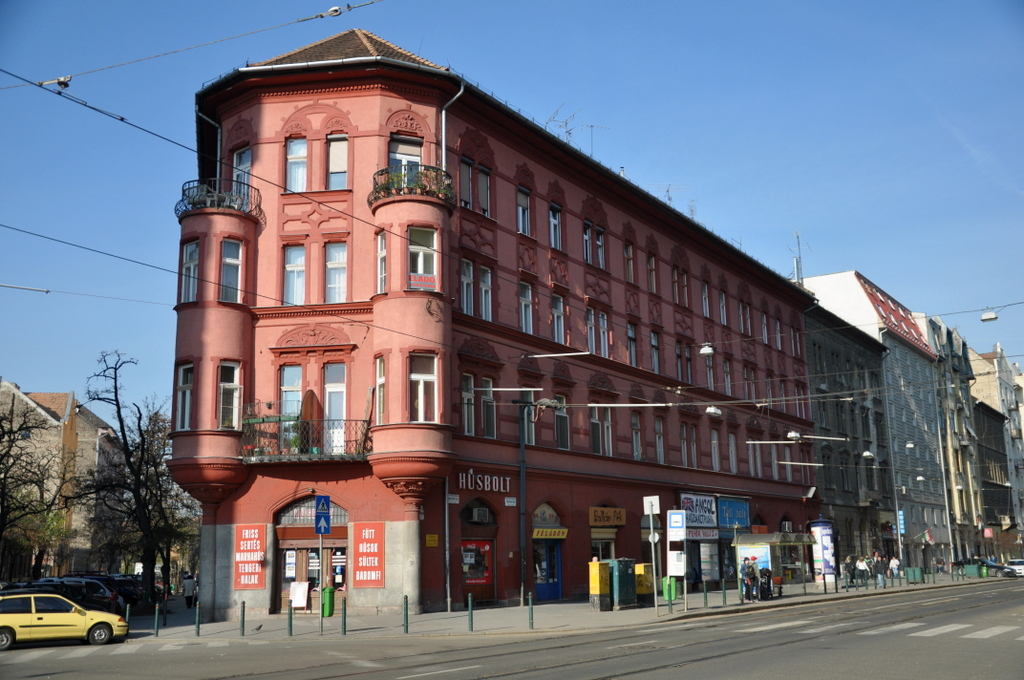
Az 57-es számú ház a Teleki László tér, az Erdélyi és a Népszínház utca sarkán

## Jelentősebb épületei
8. szám: Hauszmann Alajos, 1879, magyar iparügyi palota, ma Óbudai Egyetem, Bánki Donát Gépész és Biztonságtechnikai Mérnöki Kar.
17. szám: Révész Sámuel és Kollár József által 1910 körül tervezett lakóház.
19. szám: Harsányi-ház, 1911-12-ben tervezte Lajta Béla.
22. szám: Polgári Serfőzde bérháza. Vidor Emil tervezte 1906 körül.
31. szám: Szintén Révész Sámuel és Kollár József által tervezett ház, 1912 körül. Itt működött a Nap mozi.
32. szám: 1910–11-ben épült ház, tervezői Bauer Emil és Guttmann Gyula.
35. szám: Ruchlinder-ház. 1911-12-ben épült Málnai Béla és Haász Gyula tervei alapján.
37. szám: Löffler Béla és Sándor által 1910–11-ben tervezett lakóház.

## Az utca az irodalomban
- Többször felbukkan (egyes jelenetek helyszíneként, illetve említés szintjén) Kondor Vilmos magyar író Budapest novemberben című bűnügyi regényében.